# Blanzac, Haute-Loire
Blanzac là một xã thuộc tỉnh Haute-Loire nam trung bộ nước Pháp. Xã Blanzac, Haute-Loire nằm ở khu vực có độ cao trung bình 714 mét trên mực nước biển.